# Кубицкий, Януш Кшиштоф
Я́нуш Кши́штоф Куби́цкий (пол. Janusz Krzysztof Kubicki; род. 31 декабря 1969 года, Шпротава, Любушское воеводство, Польша) — польский политический деятель. Президент города Зелёна-Гура с 2006 года. Инициатор возрождения Международного фестиваля русской песни в Зелёна-Гуре.

## Биография
Окончил Высшую инженерную школу (ныне университет) в Зелёна-Гуре в 1995 году по специальности «управление и маркетинг» со степенью магистра. Работал в компьютерном центре газеты и городского управления по СМИ, на местных предприятиях пиво-алкогольной промышленности. Проходил переподготовку в 1997, 1998 и 2001 годах.
С 2003 года был руководителем городского управления охраны здоровья.
Во втором туре выборов в органы местного самоуправления в 2006 году выиграл борьбу за пост президента Зелёна-Гуры, победив представителя «Гражданской платформы» Боженну Букевич.
В 2010 году вновь победил на выборах, но уже в первом туре, набрав 64,87 процентов голосов избирателей.
Является членом Союза демократических левых сил.
Женат на Агате Кубицкой. В семье двое детей: сыновья Во́йцех и Пётр.